# ملفين كومبز
ملفين كومبز (بالإنجليزية: Melvin Coombs)‏ هو فنان أمريكي، ولد في 30 يناير 1948 في ماشبي في الولايات المتحدة، وتوفي في 18 مارس 1997 في رود آيلاند في الولايات المتحدة.